# National Constitution Center
El National Constitution Center es una institución sin ánimo de lucro dedicada al estudio de la Constitución de los Estados Unidos. Situado en el Independence Mall de Filadelfia (Pensilvania), es un museo interactivo que funciona como un «ayuntamiento nacional», acogiendo a líderes políticos, periodistas, académicos y celebridades que participan en discusiones públicas, incluidos eventos relacionados con la Constitución y debates presidenciales.
La ceremonia de colocación de la primera piedra tuvo lugar el 17 de septiembre de 2000, el 213.º aniversario de la firma de la Constitución. El centro abrió sus puertas el 4 de julio de 2003, uniéndose a otras atracciones y lugares históricos en la que ha sido descrita como «la milla cuadrada con más historia de los Estados Unidos» debido a su cercanía al Independence Hall y a la Campana de la Libertad.
El centro ofrece recursos de aprendizaje cívico tanto presenciales como en línea. No alberga la Constitución original, que se conserva en el edificio de los Archivos Nacionales en Washington D. C.

## Historia

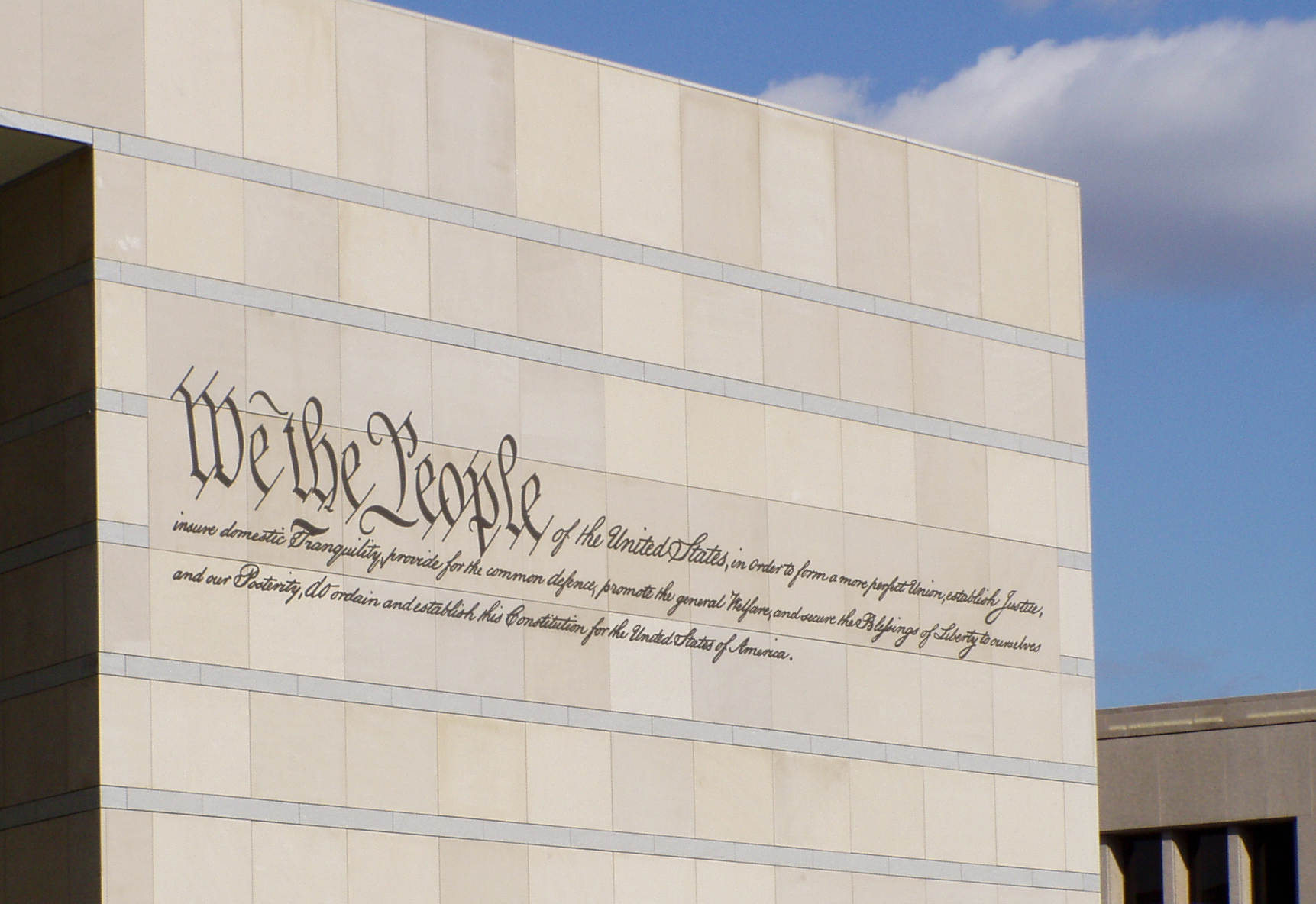
Inscripción del preámbulo de la Constitución de los Estados Unidos en el National Constitution Center.

El centro fue creado por el Constitution Heritage Act. Aprobada el 16 de septiembre de 1988 y firmada por el presidente Ronald Reagan, esta ley definió el National Constitution Center del siguiente modo: «situado dentro o en las inmediaciones del Independence National Historical Park, el centro difundirá información sobre la Constitución de los Estados Unidos de forma no partidista con el fin de incrementar el conocimiento y la comprensión de la Constitución entre el pueblo estadounidense». El centro se encuentra en el 525 de Arch Street, una dirección escogida porque el 25 de mayo (5/25) fue la fecha en la que empezó la Convención Constitucional en Filadelfia.
El centro fue diseñado por el estudio de arquitectura Pei Cobb Freed & Partners, y Leslie E. Robertson Associates fueron los ingenieros estructurales del proyecto. Witold Rybczynski de The New York Times escribió: «Tranquilo pero asertivo, respetuoso con sus alrededores, considerado con su público, este edificio está destinado a ocupar un lugar entre los monumentos públicos más importantes de la nación».
Ralph Appelbaum Associates diseñó la sala de exposiciones y experiencia del visitante del centro. El espacio público del edificio es de 15 000 m², incluidas las galerías. El centro tiene 7041 m² de espacio de exposiciones y está construido con productos estadounidenses, incluidos 7900 m² de caliza de Indiana, 1.2 millones de kilogramos de acero y 14 000 metros cúbicos de hormigón. La construcción del centro fue supervisada por Hill International.
Antes de su cierre en diciembre de 2019, el Newseum, un museo sobre el periodismo situado en Washington D. C., tenía en su exterior un panel de piedra de cuatro plantas de altura con una inscripción con el texto de la Primera Enmienda. El Freedom Forum, la organización sin ánimo de lucro que creó este museo, anunció en marzo de 2021 que este panel sería desmontado y donado al National Constitution Center para su exhibición en el atrio de la segunda planta.

## Liderazgo
El consejo de administración del National Constitution Center nombró como presidente y director ejecutivo del centro al catedrático de derecho, comentarista legal y antiguo profesor visitante Jeffrey Rosen; Rosen empezó su mandato en junio de 2013. Los presidentes del consejo de administración del centro han sido:
| Presidente        | Período   |
| ----------------- | --------- |
| John C. Bogle     | 1999-2007 |
| George H. W. Bush | 2007-2009 |
| Bill Clinton      | 2009-2012 |
| Jeb Bush          | 2013-2017 |
| Joe Biden         | 2017-2019 |
| Neil Gorsuch      | 2019-     |

## Educación cívica

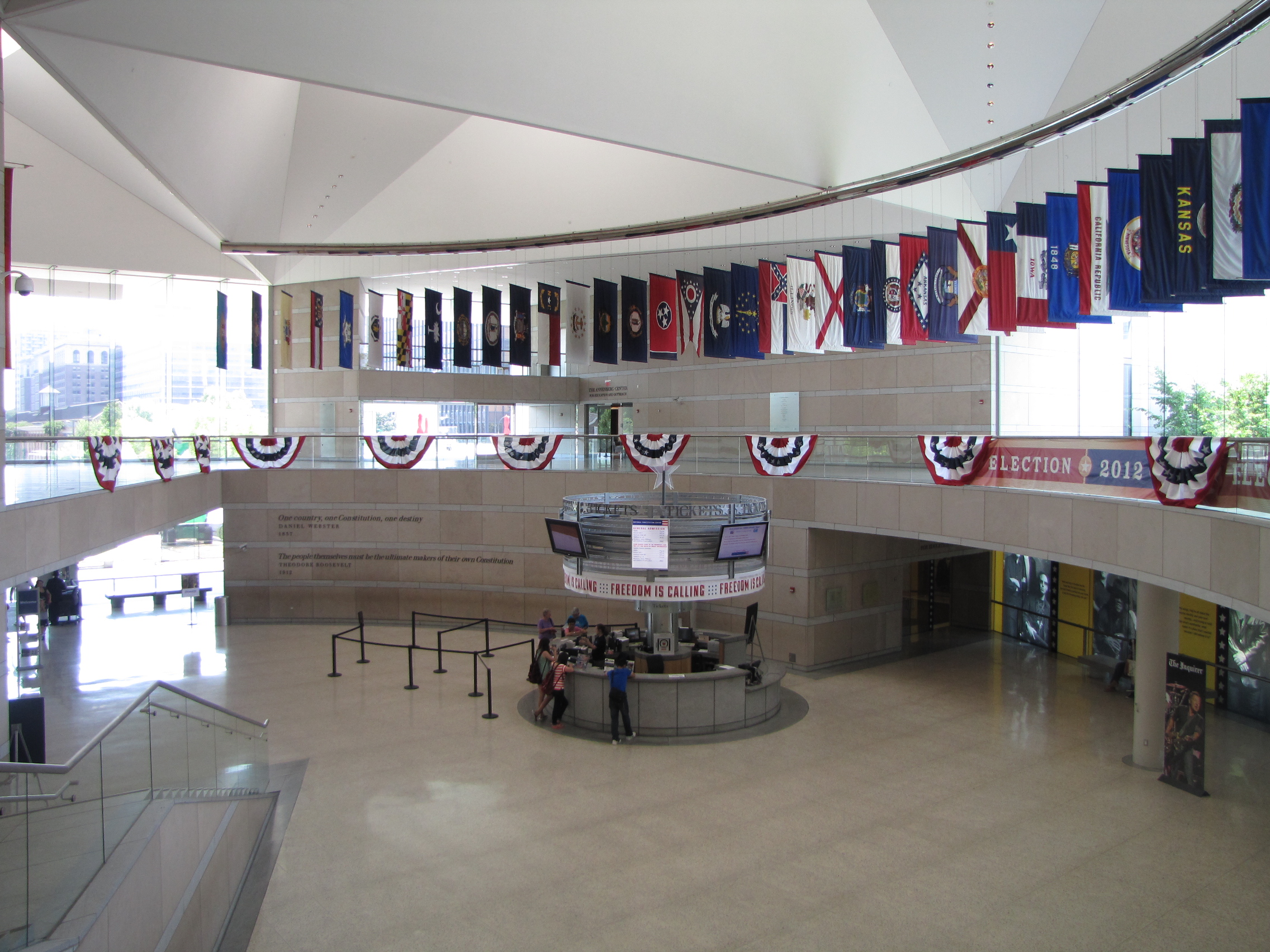
Banderas de los estados de los Estados Unidos en el vestíbulo.

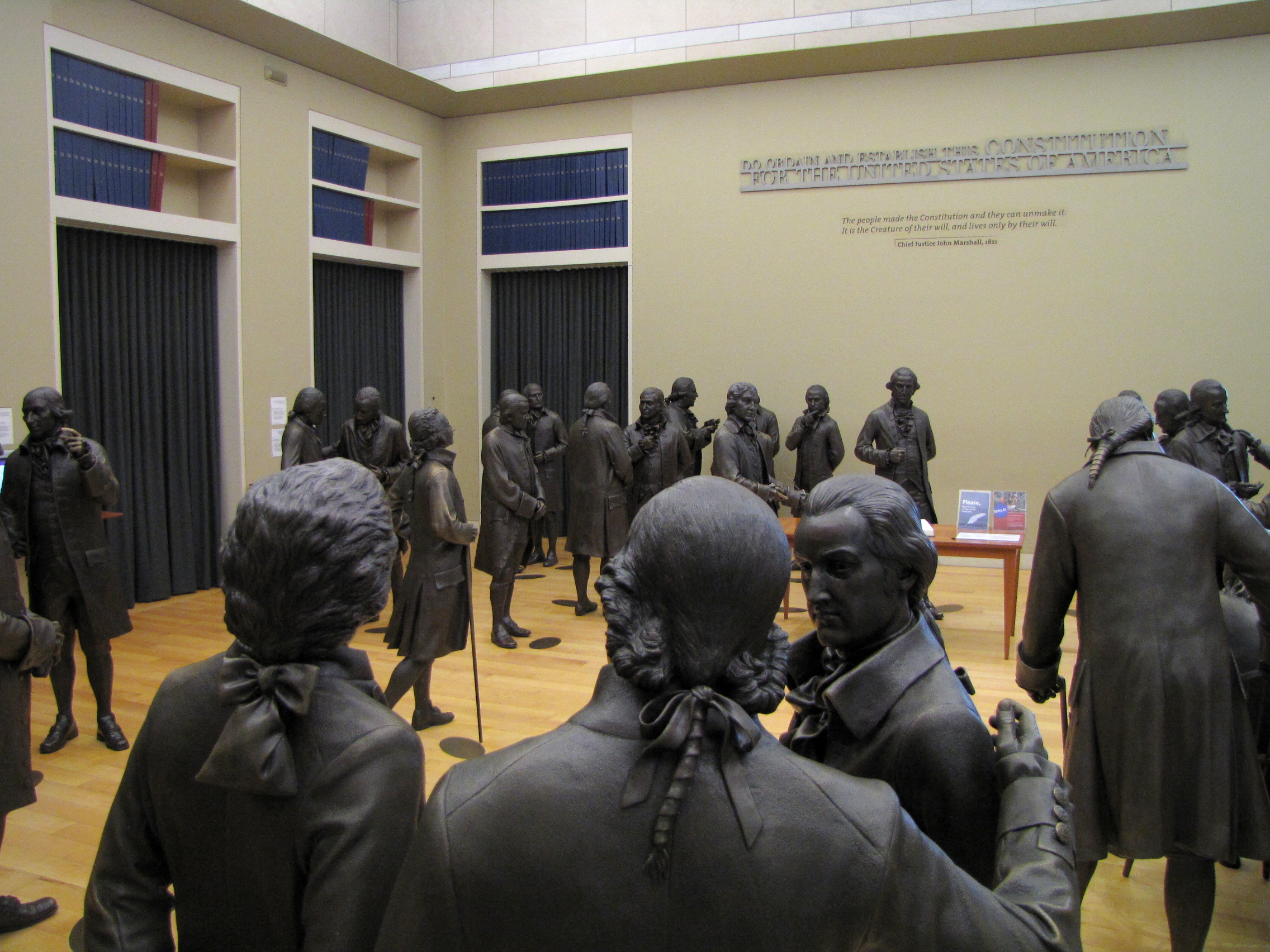
Estatuas de tamaño real de los signatarios de la Constitución de los Estados Unidos.

A través del Annenberg Center for Education and Outreach, el centro ofrece programas de educación cívica presenciales y en línea y un centro de estudios que crea y distribuye herramientas y recursos didácticos.

## Participación pública
El centro ha alojado varios debates, incluido un debate de las primarias presidenciales del Partido Demócrata de 2008 entre Hillary Clinton y Barack Obama, una reunión con los ciudadanos del senador John McCain, y un debate para las elecciones al Senado de 2006 entre el titular republicano Rick Santorum y el candidato demócrata Bob Casey.

## Medalla de la Libertad
En 2006, el centro se convirtió en la sede de la Medalla de la Libertad de Filadelfia (en inglés: Philadelphia Liberty Medal), un premio anual creado en 1988 para reconocer a «los hombres y mujeres de coraje y convicción que se esfuerzan por garantizar las bendiciones de la libertad a las personas de todo el mundo».

## Recepción
George Will escribió para The Washington Post: «en el otro extremo del Independence Mall brilla una joya moderna de la vida cívica estadounidense, el National Constitution Center». Jason DeParle escribió para The New York Times: «Desde su apertura en 2003, [el National Constitution Center] ha presentado una visión de la historia constitucional que tanto la izquierda como la derecha han abrazado». De acuerdo con The Philadelphia Inquirer, «el National Constitution Center se ha erigido en uno de los iconos culturales de la ciudad, recibiendo un millón de visitantes al año, dinamizando la oferta cívica y educativa, albergando exposiciones de gran éxito y atrayendo a los intelectuales y la élite mediática del país como los osos a la miel».